# Hikari Mitsushima
Hikari Mitsushima (japoneză 満島ひかり, Mitsushima Hikari; n. 30 noiembrie 1985, Okinawa, Japonia) este o actriță japoneză.
Date biografice: Hikari Mitsushima, devine mai cunoscută prin rolul jucat în filmele  Death Note și Love Exposure. În ultimul film joacă rolul lui Yōko, pentru acest rol ea este distinsă în anul 2009 cu premiul "rolul  femininin cel mai bine jucat" (engleză best female performance)

## Filmeografie (selectată)
- 2006: Death Note (Desu nôto)
- 2006: Death Note: The Last Name (Desu nôto: The last name)
- 2008: Kung Fu Girl (Shôrin shôjo)
- 2008: 252: Seizonsha ari episode zero
- 2008: Love Exposure (Ai no mukidashi)
- 2009: Puraido
- 2009: Kuhio Taisa
- 2009: Kakera
- 2010: Shokudô katatsumuri
- 2010: Sawako Decides (Kawa no soko kara konnichi wa)
- 2010: Akunin
- 2011: Hara-Kiri (Ichimei)
- 2011: Rabbit Horror 3D (Rabitto horâ 3D)
- 2011: Smuggler (Sumagurâ: Omoe no mirai o hakobe)
- 2011: Sayonara bokutachi no yôchien
- 2012: Kita no kanaria-tachi